# Ébaty
Ébaty är en kommun i departementet Côte-d'Or i regionen Bourgogne-Franche-Comté i östra Frankrike. Kommunen ligger i kantonen Beaune-Sud som tillhör arrondissementet Beaune. År 2022 hade Ébaty 255 invånare.

## Befolkningsutveckling
Antalet invånare i kommunen Ébaty
Referens:INSEE